# Sebastian (Fomin)

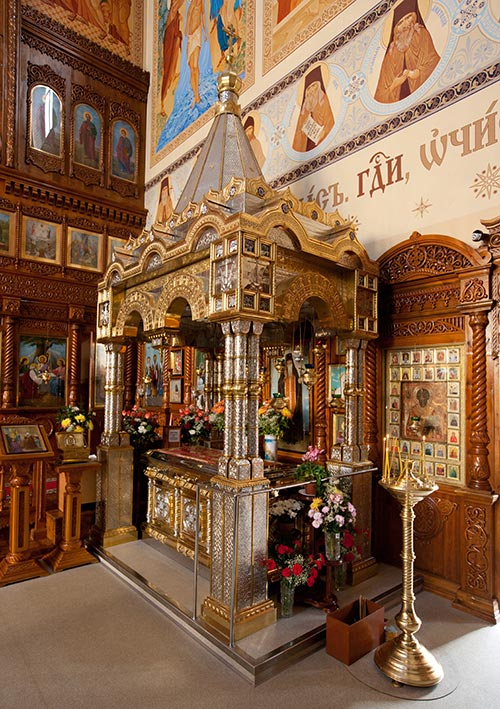
Raka z relikwiami schiarchimandryty Sebastiana w soborze Wprowadzenia Matki Bożej do Świątyni w Karagandzie

Sebastian, imię świeckie Stiepan Wasiljewicz Fomin (ur. 16 października?/28 października 1884 w Kosmodiemjanskim, gubernia orłowska, zm. 19 kwietnia 1966) – rosyjski duchowny prawosławny, jeden z soboru Świętych Nowomęczenników i Wyznawców Rosyjskich.

## Życiorys
Pochodził z ubogiej rodziny chłopskiej z guberni orłowskiej. W wieku pięciu lat stracił oboje rodziców i był odtąd wychowywany przez starszego brata. Stiepan Fomin ukończył trzyklasową szkołę cerkiewno-parafialną. W wieku 25 lat wstąpił jako posłusznik do Pustelni Optyńskiej, którą wcześniej wielokrotnie odwiedzał, gdyż drugi z jego braci był w niej mnichem. Zamieszkał w jednym ze skitów Pustelni jako osobisty służka starca Józefa. Gdy ten dwa lata później zmarł, posłusznik Stiepan pozostał w skicie jako sługa mnicha Nektariusza. W 1917 został postrzyżony na mnicha i przyjął imię zakonne Sebastian. Rok później Pustelnia Optyńska została zlikwidowana. Część mnichów mogła pozostać w monasterze, jako członkowie spółdzielni pracy. W 1927 mnich Sebastian przyjął święcenia kapłańskie z rąk biskupa kałuskiego. Rok później, gdy zmarł mnich Nektariusz, hieromnich Sebastian objął parafię św. Eliasza w Kozłowie (od 1932 – Miczuryńsk), nie przerywając kontaktów z żyjącymi w różnych miejscach mnichami zlikwidowanej Pustelni. W mieście tym zwalczał ruch odnowicielski.
W 1933 został aresztowany. Podczas przesłuchania stwierdził, że władzę radziecką uważa za karę bożą i nie popiera jej z powodu zamykania monasterów i świątyń. Został skazany na 7 lat pozbawienia wolności. Po odbyciu kary zamieszkał w Bolszej Michajłowce pod Karagandą. Nielegalnie odprawiał nabożeństwa w prywatnych domach. Wśród wiernych zyskiwał coraz większy autorytet, zaczął być uznawany za świętego starca. W 1955 skupiona wokół niego grupa wiernych uzyskała zgodę na otwarcie w Bolszej Michajłowce cerkwi Narodzenia Matki Bożej. Wokół mnicha Sebastiana zgromadziła się również żeńska wspólnota mnisza. W 1957 biskup ałmacki Józef nadał hieromnichowi godność archimandryty. Siedem lat później za całokształt pracy duszpasterskiej otrzymał szczególną, nadawaną mnichom tylko w wyjątkowych wypadkach nagrodę cerkiewną – prawo noszenia posocha biskupiego.
16 kwietnia 1966 archimandryta złożył przed biskupem wołokołamskim Pitirimem śluby mnisze wielkiej schimy. Trzy dni później zmarł.
W 1997 został kanonizowany. Jego kult miał początkowo charakter lokalny i ograniczał się do obszaru eparchii ałmackiej. W 2000 schiarchimandrytę Sebastiana zaliczono do Soboru Świętych Nowomęczenników i Wyznawców Rosyjskich, którego kult obejmuje cały Rosyjski Kościół Prawosławny, jako świętego wyznawcę. Relikwie świętego, ekshumowane z cmentarza we wsi, w której zmarł, wystawione były dla kultu w cerkwi Narodzenia Matki Bożej w Karagandzie. Ołtarz ku czci Sebastiana znajduje się w soborze Wprowadzenia Matki Bożej do Świątyni w Karagandzie.